# Shamoji

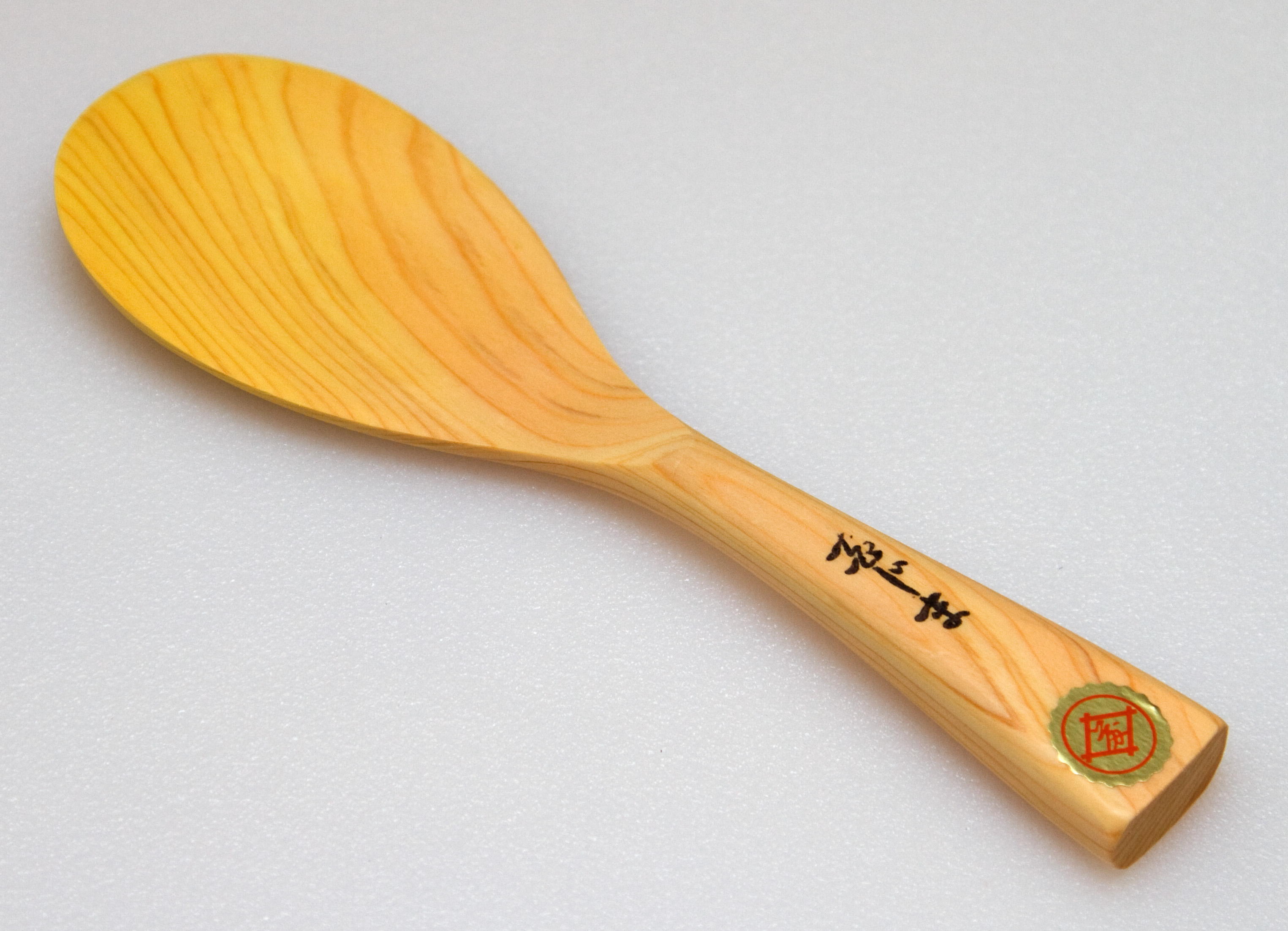
en shamoji

Shamoji (杓文字 eller しゃもじ) är en japansk slev som används till för att hantera kokt ris. Den kan t.ex. användas för att blanda ris eller för att servera med. Sleven kan vara gjort av olika material: trä, plast eller bambu. Man brukar använda en shamoji tillsammans med en hangiri, som är en träskål. Innan användningen av sleven doppar man den i vatten för att hindra ris från att klibba fast sig vid den.